# Jodenkoek

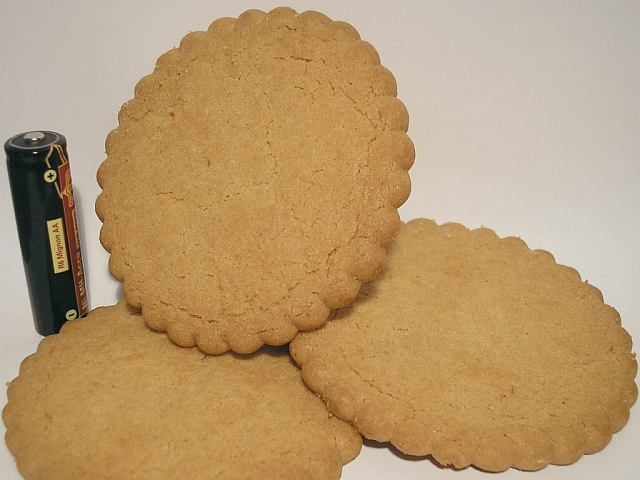
Enkhuizer Jodenkoek, Größenvergleich mit AA-Batterie

Jodenkoek (dt. Judenkuchen) ist eine niederländische Gebäckspezialität.
Judenkuchen sind ein flaches Mürbeteiggebäck von meist etwa 10 cm Durchmesser. Zu den gebräuchlichen Zutaten gehören Mehl, Zucker, Backfett, Wasser, Vanille, Ei und verschiedene Gewürze. Ursprünglich wurden die Kuchen vor allem als traditionelle Speise während der Osterzeit gegessen.
Der erste Nachweis des Verkaufs von Judenkuchen unter diesem Namen ist eine Anzeige aus dem Jahr 1872.
Populär wurde das Gebäck ab 1883 durch eine Bäckerei in Alkmaar, die 1924 von der Davelaar-Bäckerei in Zaandam übernommen wurde, die das Gebäck bis heute produziert. Das Rezept soll ursprünglich von einem jüdischen Bäcker aus Amsterdam stammen, was den Namen der Kuchen erklären könnte. Andere Theorien leiten die Bezeichnung von der Ähnlichkeit des Kuchens zu Fladen ungesäuerten Brotes her, die als Matzen während des Pessach gegessen werden, oder auf einen Bäcker des Namens de Joode. Eine weitere Mutmaßung ist die Ableitung aus dem angeblichen Geiz als jüdisches Stereotyp, weil die Kuchen zwar recht groß, aber sehr dünn sind.
Im Deutschen wurde der Begriff „Judenkuchen“ im 19. Jahrhundert auch synonym für Matzen verwendet. In Thüringen war auch eine Art der Plinse aus Gerstenmehl als Juden- oder Jidenkuchen bekannt.
Unter anderem Namen (Dutch Cookies) werden sie mittlerweile auch nach China exportiert.